# Joachim Schaefer
Joachim Schaefer (* 1961 in Koblenz) ist ein deutscher römisch-katholischer Diplomtheologe, Pädagoge und freier Journalist.

## Biografie
Schaefer arbeitet seit 1992 im Bistum Limburg, seit 1999 in der Katholischen Domgemeinde Wetzlar. Seine theologische Prägung stammt aus der Befreiungstheologie, die er während seines Aufenthalts in Chile kennengelernt hat. Erfahrungen, besonders in den Armenvierteln, haben ihn beeinflusst. Nach dem Theologiestudium entschied er sich gegen den Priesterberuf und wurde Pastoralreferent. Filmisch setzt er sich mit Rechtsextremismus seit 2008 auseinander. Aufgrund seines Engagements „gegen rechts“ wurde seine Familie 2010 Opfer eines rechtsextremen Brandanschlags.
2011 übernahm er das Jugendmedienprojekt „hessencam“. Er unterrichtet das Fach Religion an einer Förderschule in Wetzlar. Schaefer ist geschieden und Vater von fünf Kindern.

## Projekt Hessencam
Das Projekt "Hessencam" (Eigenschreibweise: hessencam) ist ein in Wetzlar ansässiges Jugendmedienprojekt, das sich schwerpunktmäßig mit Themen wie Integration, Demokratie und zivilgesellschaftlichem Engagement beschäftigt. Es gehört zur katholischen Domgemeinde Wetzlar. Bis 2011 bestand das Projekt als „Jugendnetz Wetzlar“, das im Wetzlarer Stadtteil Westend gegründet worden war.  Da sich Hans-Jürgen Irmer (CDU) und Boris Rupp (ehemals REP-, dann CDU-, später FWG- und heute FDP-Mitglied) sich bei der Bistumsleitung beschwert hatten, wurde das Projekt auf Anordnung von Bischof Franz-Peter Tebartz-van Elst verboten, jedoch nach dessen Rücktritt 2012 wieder erlaubt. 2012 dokumentierte Schaefer mit knapp 30 Jugendlichen den Hessentag in Wetzlar. In diesem Zusammenhang kam es zur Umbenennung in „hessencam“.  
Das Projekt bietet Jugendlichen ab 14 Jahren die Möglichkeit, durch kreative Medienarbeit aktiv an gesellschaftlichen und politischen Prozessen teilzunehmen. Der Fokus liegt dabei auf der Dokumentation von politischem Engagement, wie z. B. durch das Filmen von Demonstrationen und politischen Aktionen. Mit den ersten Anti-Corona-Demonstrationen begann Schaefer, die Veränderung der Gesellschaft zu dokumentieren und wurde damit überregional bekannt. Mit der Kamera in der Hand erlebt Schaefer regelmäßig Gewalt, sieht die Kamera aber auch als Schutz an. Zu gefahrenbehafteten Demonstrationen nimmt Schaefer daher Jugendliche seines Projektes nicht mit. Das Projekt setzt sich insbesondere gegen Intoleranz, Rechtsextremismus und Fremdenfeindlichkeit ein. Themen wie Diskriminierung und Heimatverlust werden ebenfalls behandelt. Schaefer filmt bundesweit, ist vernetzt, sammelt Informationen und beliefert diverse Sender mit seinem Material. Die produzierten Filme und Beiträge werden auf Plattformen wie YouTube, X und Twitch veröffentlicht bzw. gestreamt. Mit fast 4700 produzierten Videos und über 7,5 Millionen Klicks erreicht das Projekt eine breite Öffentlichkeit. Hessencam kooperiert eng mit der Wetzlarer „Schule an der Brühlsbacher Warte“ und ist Mitglied im Verband „Jugendpresse Hessen“. Das Projekt basiert auf ehrenamtlicher Arbeit. Es finanziert sich durch Spenden.  

## Investigative Arbeit und rechtliche Kontroversen
Bei einer AfD-Veranstaltung 2022 in Friedberg entstanden Aufnahmen, die zeigen, wie der AfD-Politiker Uwe Schulz Schaefer körperlich angriff. Schulz erhielt daraufhin eine Abmahnung des AfD-Bundesvorstandes. Schulz behauptete daraufhin, sich provoziert gefühlt zu haben, und bestritt jegliche Gewaltanwendung. 2023 ging ein am Rande einer AfD-Veranstaltung in Geilshausen bei Gießen entstandenes Video in den sozialen Medien viral. Die Aufnahme enthielt die Aussage eines Veranstaltungsbesuchers, der sich selbst auf dem Weg dorthin offen als "Nationalsozialist" bezeichnete. Ein anderer Besucher zog einen Vergleich mit NS-Kriegsverbrecher und KZ-Lagerarzt Josef Mengele, bezogen auf den SPD-Bundestagsabgeordneten Felix Döring, der an der dortigen Gegendemonstration teilnahm. Döring erstattete daraufhin Anzeige. Die Staatsanwaltschaft Gießen leitete jedoch Ermittlungen nicht gegen die Personen im Video, sondern gegen Schaefer ein. Ihm wurde ein Verstoß gegen das Kunsturhebergesetz vorgeworfen, da er angeblich unerlaubt gefilmt habe. Dies führte zu heftiger Kritik seitens des Deutschen Journalistenverbands, der von einem unberechtigten Eingriff in die Pressefreiheit sprach. Die Polizei Mittelhessen wurde ebenfalls kritisiert, dass sie aktiv nach Zeugen suchte und dabei mit der AfD kooperiert habe. Die Einstellung der Ermittlungen begründete die Staatsanwaltschaft Gießen mit einer Ausnahmeregelung im Kunsturhebergesetz. Wenige Tage nach der AfD-Veranstaltung in Geilshausen deckte Schaefer auf, dass bei einer Veranstaltung in der Wetzlarer Stadthalle prominente CDU-Mitglieder, wie der ehemalige Bundes- und Landtagsabgeordnete Hans-Jürgen Irmer und der ehemalige Verfassungsschutzpräsident Hans-Georg Maaßen bei der sogenannten Vollversammlung der wahren Schwarmintelligenz, einem Netzwerk-Treffen rechtskonservativer und rechter Gruppen organisiert von Klaus Kelle und einem Kollektiv aus Werteunion e. V., Altlas-Initiative und Bürger für Thüringen mit AfD-Mitgliedern kooperierten. Für Irritation sorgte ein Videoausschnitt, in dem Irmer Schaefer als „rotlackierten Faschisten“ bezeichnet und es schien, als würde Irmer die Kamera aus der Hand Schaefers schlagen.

## Auszeichnungen
- 2022: Charlotte-Petersen-Medaille[26]